# Katapulta

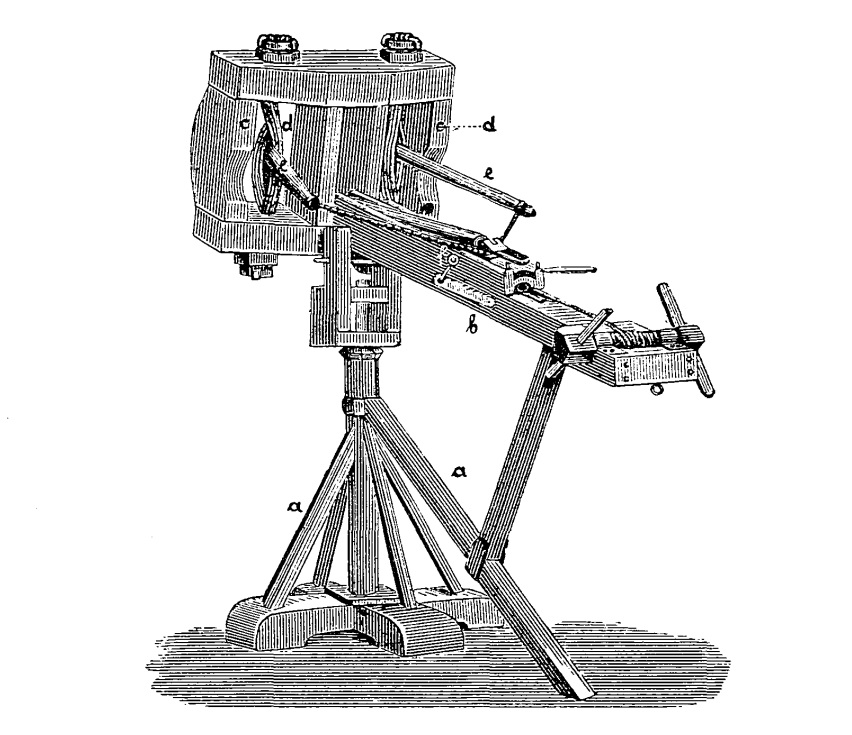
Schéma katapulty

Katapulta (řecky euthytonon) byl starověký římský stroj na vrhání šípových střel a oštěpů. Fungoval na stejném principu jako balista, ale vystřeloval dlouhé oštěpy.
Byla horizontálně stavitelná a na galérách stála na otočném podstavci. Na přední straně byl stejný rám se svazky žíní jako u balisty a v pozdější době se zhotovovala i varianta, která k výstřelu využívala listovou pružinu neboli lučiště, někdy i kovové. 
Dochoval se podrobný návod na konstrukci celého stroje a průměr svazku žíní odvozuje autor od délky střely – šlo přibližně o 1/9 délky střely. Katapulta vymršťovala šípovité střely délky 40 – 180 centimetrů a hmotnosti 1 – 4 kg až na 650 metrů: Byla natolik přesná, že jednotlivé osoby zasáhla na 100 a hromadné cíle na 200 metrů.
Kovovým lučištěm byly vybaveny zejména ruční varianty, které používal jednotlivec a byly nazývány škorpión, jako vše, co střílelo krátké šipky. Šlo předchůdce kuše, ale řemeslně lépe zpracovaný, zato složitější.